# 鎮海長源古宅
 鎮海長源古宅，是位於台灣澎湖縣白沙鄉鎮海村的宅第建築，於2011年3月21日登錄澎湖縣歷史建築。

## 歷史
鎮海村原名「鎮海港」，過去為清領時期澎湖鎮海澳及澳署所在地，吸引來自福建泉州、漳州、金門等地居民遷入此定居其中以陳氏家族為主姓。
日治時期，作為陳氏家族10世裔孫的陳長源（1903-1966），因外出至臺南經營皮革原料「長源商行」有成，於昭和14年（1939年）返鄉修復祖家，延請中屯「意師」按原格局修復，大廳泥地改鋪尺二磚，左右櫸頭間之瓦作斜屋頂改為磚坪，泥塑灶台改為磚砌，並加建樓半。長條玄武岩過樑、門臼柱礎等石工建構為陳德（待師）所打造。
第二次世界大戰結束後，國民政府退守台灣與澎湖地區，其轄部隊因居無其所而分據各地民宅暫駐，其中長源大厝前庭與尾間仔和透庭半樓，由駐軍軍、士官進住，陳家則聚居大廳左右內室生活，直到講美營區完成後，軍士官們才遷離此屋。1986年，因澎湖地區遭受韋恩颱風的破壞，使得結構受損的長源大厝屋頂更改為水泥瓦。

後在1990年代與2000年代間，本地文化工作者張詠捷曾向陳氏家族借住此屋多年，並於大廳旁內室成立工作室，後在搬離後該屋漸荒廢，大厝身外牆風化斑駁，張詠捷建議陳氏家族向澎湖縣文化局依「澎湖縣歷史建築（傳統古厝）維䕶及再利用獎助計畫」提案申請補助整建。
2011年3月21日，長源古宅登錄澎湖縣歷史建築，並在該年12月審查通過補助，於2012年進行整修工程，並在同年12月30日進行上樑儀式
，最終2013年7月4日則合脊落成而修復完工。

## 建築設計
長源古宅為澎湖白沙地區傳統民宅建築，在1939年的改建工事中，除將大廳泥地鋪尺二磚，左右櫸頭間之瓦作斜屋頂改為磚坪外，則泥塑灶台改為磚砌，並增加細緻的木構六角窗、半樓糧倉、泥塑花磚與彩繪等特色，其他如長條玄武岩過樑，門臼柱礎等石工建構為則是由待師陳德打造，展露該建築從傳統過渡到近代，工法、材料融合的結果。